# Sociedad Española de Ornitología
Sociedad Española de Ornitología, meglio nota attraverso l'acronimo SEO o SEO/BirdLife, è un'organizzazione non governativa, non a scopo di lucro e di utilità sociale ambientalista spagnola dedita alla promozione dello studio e della conservazione degli uccelli selvatici e del loro habitat.
Fondata nel 1954, è considerata come la più antica organizzazione ambientalista della Spagna.

## Storia
L'organizzazione è stata fondata come associazione di ornitologi da Mauricio González-Gordon y Díez, Francisco Bernis Madrazo e José Antonio Valverde il 15 maggio 1954 presso il Museo nazionale di scienze naturali a Madrid, nella Spagna franchista; tra i primi obiettivi della neonata associazione vi fu quello di tutelare la zona umida di Doñana, in Andalusia, minacciata dalla piantumazione di eucalipti e da un piano di bonifica redatto dal governo. I tre scrissero un memorandum in cui sottolineavano i pregi naturalistici dell'area e grazie all'influenza della famiglia González-Gordon, il caudillo Francisco Franco fece ritirare il progetto di bonifica; González-Gordon, che era proprietario di una porzione dell'area, organizzò anche numerose visite guidate, tra cui quelle dell'ornitologo Edward Max Nicholson e del biologo Julian Huxley.
Nell'aprile 1968 si tenne a Jerez de la Frontera la prima Conferenza ornitologica spagnola. Nel corso dell'anno successivo l'area di Doñana fu poi designata come parco nazionale nel 1969.

## Attività
SEO pubblica dal 1954 la rivista scientifica semestrale Ardeola: International Journal of Ornithology.
Dal 1988 (fatta eccezione per il 1989 e il 1991) l'associazione seleziona l'uccello dell'anno (Aves del Año), con l'obiettivo di richiamare l'attenzione sulle specie più a rischio di estinzione in Spagna:
- 1988 - ganga (Pterocles orientalis)
- 1990 - avvoltoio barbuto (Gypaetus barbatus)
- 1992 - cicogna bianca (Ciconia ciconia)
- 1993 - grillaio (Falco naumanni)
- 1994 - sgarza ciuffetto (Ardeola ralloides)
- 1995 - colomba di Bolle (Columba bollii)
- 1996 - martin pescatore europeo (Alcedo atthis)
- 1997 - anatra marmorizzata (Marmaronetta angustirostris)
- 1998 - nibbio reale (Milvus milvus)
- 1999 - gallo cedrone (Tetrao urogallus)
- 2000 - aquila imperiale iberica (Aquila adalberti)
- 2001 - berta delle Baleari (Puffinus mauretanicus)
- 2002 - folaga crestata (Fulica cristata)
- 2003 - uria comune (Uria aalge)
- 2004 - otarda maggiore (Otis tarda)
- 2005 - aquila di Bonelli (Aquila fasciata)
- 2006 - allodola di Dupont (Chersophilus duponti)
- 2007 - uccello delle tempeste europeo (Hydrobates pelagicus)
- 2008 - fistione turco (Netta rufina)
- 2009 - migliarino di palude (Emberiza schoeniclus)
- 2010 - avvoltoio monaco (Aegypius monachus)
- 2011 - civetta (Athene noctua)
- 2012 - ghiandaia marina (Coracias garrulus)
- 2013 - berta maggiore (Calonectris diomedea)
- 2014 - rondine comune (Hirundo rustica)
- 2015 - tortora selvatica (Streptopelia turtur)
- 2016 - passera europea (Passer domesticus)
- 2017 - gallina prataiola (Tetrax tetrax)
- 2018 - barbagianni comune (Tyto alba)
- 2019 - fratino eurasiatico (Charadrius alexandrinus)
- 2020 - quaglia comune (Coturnix coturnix)
- 2021 - rondone comune (Apus apus)
- 2022 - pettirosso codarossa (Cercotrichas galactotes)
- 2023 - albanella minore (Circus pygargus)
- 2024 - tarabuso (Botaurus stellaris)
- 2025 - picchio muraiolo (Tichodroma muraria)